# Johannes Volkelt

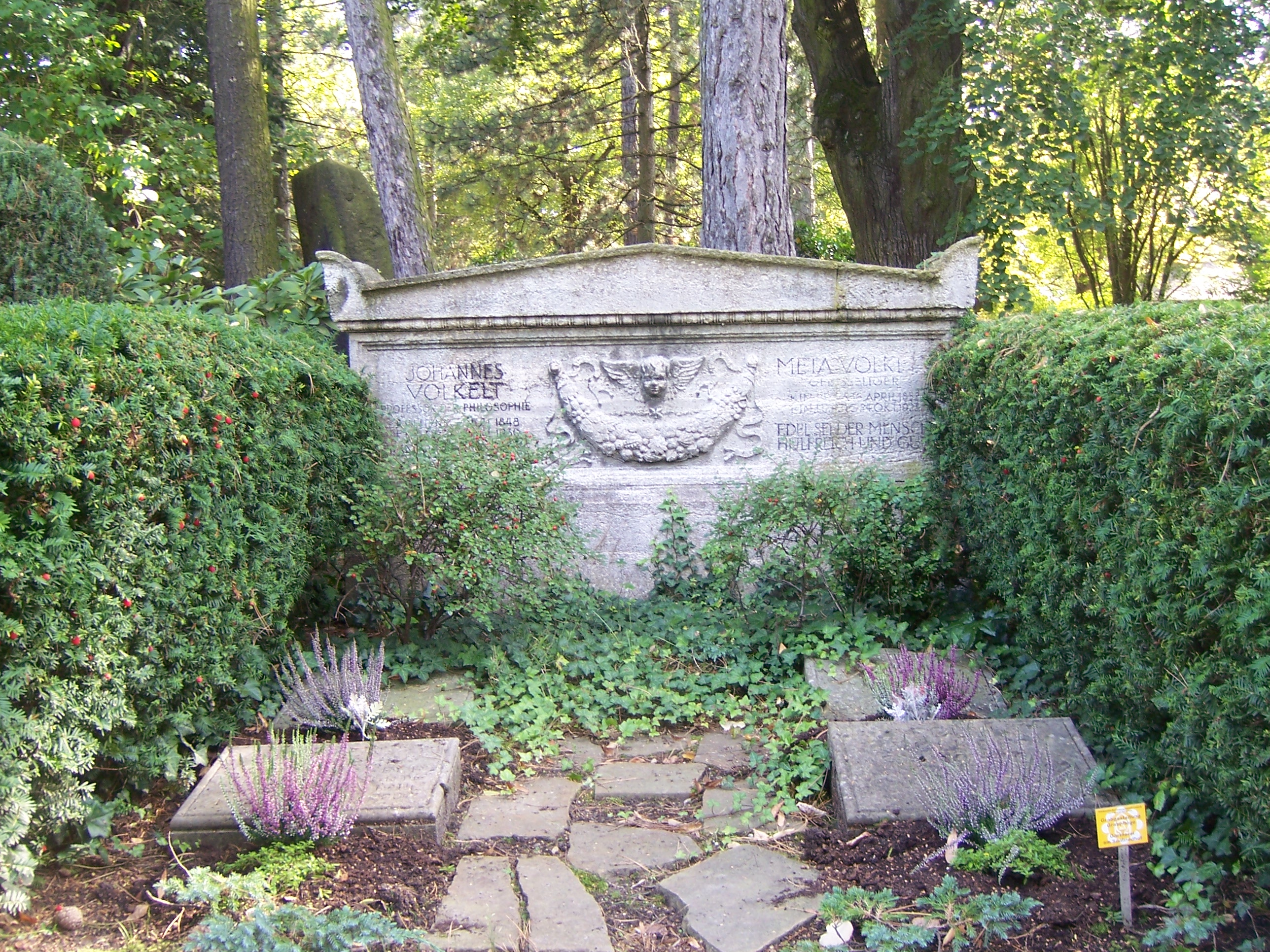
Gravplats för Johannes Volkelt och anhöriga på kyrkogården Südfriedhof i Leipzig

Johannes Volkelt, född den 21 juli 1848 i Lipnik i Galizien, död den 8 maj 1930 i Leipzig, var en tysk filosof och estetiker.
Volkelt blev 1879 professor i Jena, 1883 i Basel, 1889 i Würzburg samt slutligen 1894 i Leipzig. År 1921 blev han emeritus. Han utgick från Hegel, rönte inflytande av Schopenhauer och von Hartmann, men tillhörde i det hela den nykantiska riktningen och utvecklade en kritisk metafysik. Inom estetiken utgick han från en psykologisk analys av de för den moderna människan gällande "estetiska normerna" och förde slutligen undersökningen över till en skönhetens metafysik. Volkelts huvudarbeten är Erfahrung und Denken (1886), System der Ästhetik (3 band, 1905-14) och Die Quellen der menschlichen Gewissheit (1906).